# Селиванов, Сергей Андреевич
Сергей Андреевич Селиванов (21 июня 1864 — 7 ноября 1908) — российский филолог и преподаватель, приват-доцент Новороссийского университета.
Учился в Московском университете, затем в Санкт-Петербургском историко-филологическом институте. Ещё в бытность студентом напечатал две работы: «К вопросу о древнекарийских городах» («Записки Императорского Русского Археологического общества» за 1888 год, т. III) и «Самос и Приина перед судом царя Лизимаха и родосского народа» («Журнал Министерства Народного Просвещения», 1890, № 4). В 1890 году, окончив университет, получил командировку в Грецию, где открыл несколько любопытных надписей. Результатом этой командировки стала его книга «Очерки древней топографии острова Родоса» (Казань, 1892) и ряд статей, напечатанных в «Журнале Министерства Народного Просвещения», «Филологическом Обозрении», «Mittheilungen des Deutschen Archäolog. Instit.» и греческих изданиях «Νέα Σμύρνη» и «Άμάλθεια». С конца 1890-х годов состоял приват-доцентом Новороссийского университета в Одессе.